# プリンスオブウェールズ海峡

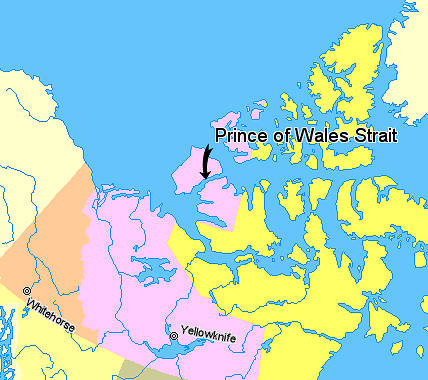
プリンスオブウェールズ海峡の位置

プリンスオブウェールズ海峡（プリンスオブウェールズかいきょう、英：Prince of Wales Strait）は、カナダのノースウェスト準州にあるバンクス島とビクトリア島との間の海峡。冬の終わりから8月まで海氷に覆われる。この海峡は大西洋、太平洋間のルートである有名な北西航路のルートの1つである。